# 巴茲代爾 (加利福尼亞州)
巴茲代爾（英語：Bardsdale）是位於美國加利福尼亞州文圖拉縣的一個人口普查指定地區。

## 地理
巴茲代爾的座標為34°22′18″N 118°55′55″W / 34.37167°N 118.93194°W，而該地最高點為海拔高度131米（即430英尺）。

## 人口
根據2010年美國人口普查的數據，巴茲代爾的面積為5.00平方千米，當中陸地面積為5.00平方千米，而水域面積為5.00平方千米。當地共有人口500人，而人口密度為每平方千米100人。